# Públio Décio Mus (cônsul em 312 a.C.)
Públio Décio Mus (m. 295 a.C.; em latim: Publius Decius Mus) foi um político da gente Décia da República Romana, eleito cônsul por quatro vezes, em 312, 308, 297 e 295 a.C. com Marco Valério Máximo Corrino e Quinto Fábio Máximo Ruliano nas três vezes seguintes. Foi também censor em 304 a.C..
Sua família era famosa por se sacrificar nos campos de batalha (devotio), como foi o caso de seu pai, Públio Décio Mus, cônsul em 340 a.C., e seu filho, Públio Décio Mus, cônsul em 279 a.C..

## Primeiro consulado (312 a.C.)
Públio Décio foi eleito em 312 a.C. com Marco Valério Máximo Corrino. Quando recomeçou a guerra contra os samnitas, permaneceu em Roma por causa de uma enfermidade e Marco Valério foi enviado para combatê-los. Logo depois, os etruscos se aliaram aos samnitas e o Senado ordenou que Mus nomeasse um ditador e o escolhido foi Caio Sulpício Longo. Por outro lado, Aurélio Vítor afirma que Mus obteve um triunfo sobre os samnitas no seu primeiro consulado e dedicou a Ceres o butim conquistado em combate.

## Segundo consulado (308 a.C.)
No ano seguinte, foi reeleito, desta vez com Quinto Fábio Máximo Ruliano. Fábio conduziu a campanha militar contra os samnitas enquanto Décio lutou contra os etruscos. Com seu exército, Décio arrasou a Etrúria, obrigou Tarquínia a fornecer suprimentos para seus exércitos e a aceitar uma trégua de quarenta anos. Tomou algumas fortalezas dos volsínios e obrigou os etruscos a pagarem o salário dos soldados romanos daquele ano.

## Período intermediário (307–296 a.C.)
Em 306 a.C., Públio Décio foi escolhido como mestre da cavalaria (magister equitum) pelo ditador "comitiorum habendorum causa" (com poderes limitados) Públio Cornélio Cipião Barbato, nomeado para realizar as eleições consulares por que os cônsules estavam fora da cidade lutando contra os samnitas. Em 304 a.C., Públio Décio e Quinto Fábio foram eleitos censores e os dois promoveram uma importante reforma das leis romanas limitando os "libertos" às quatro tribos da cidade.
Em 300 a.C., dedicou-se à causa da abertura do pontificado aos plebeus através da Lei Ogúlnia, lutando contra Ápio Cláudio Cego. Acabou sendo um dos primeiros quatro plebeus, assim como Caio Márcio Rutilo Censorino, Marco Lívio Denter e Públio Semprônio Sofo a assumir a função, até então restrita aos patrícios.

## Terceiro consulado (297 a.C.) e proconsulado (296 a.C.)
No início do século III a.C., em 297 a.C., foi eleito pela terceira vez, novamente com Quinto Fábio Máximo Ruliano. Fábio e Décio levaram seus exércitos para Sâmnio seguindo por dois caminhos distintos: Fábio atravessou o território de Sora e Décio, o dos sidicínios. O exército de Décio derrotou um exército de apúlios perto de Malevento, evitando que eles se aliassem aos samnitas que foram derrotados por Quinto Fábio na Batalha de Tiferno.
Depois desta vitória, os dois exércitos romanos saquearam Sâmnio sem encontrarem nenhuma resistência e o exército de Fábio conquistou ainda a cidade de Cimetra.
No ano seguinte, 296 a.C., com poderes proconsulares, enquanto os dois cônsules, Lúcio Volúmnio Flama Violente e Ápio Cláudio Cego, enfrentavam um exército reunido de samnitas e etruscos, Décio, aproveitando o fato de que a maior parte do exército samnita seguiu para a Etrúria para conseguir o apoio dos etruscos, atacou Sâmnio, conseguindo um enorme butim e conquistando as cidades de Murgância, Romuleia e Ferentino. Finalmente, já no final do mandato proconsular, interceptou, juntamente com Quinto Fábio, um exército samnita que estava arrasando o território dos viscínios, derrotando-os numa batalha campal.

## Quarto consulado (295 a.C.)
Em 295 a.C., Décio Mus foi eleito pela quarta e última vez, novamente com Quinto Fábio Máximo Ruliano, mas, apesar do perfeito acordo entre os dois nas vezes anteriores, desta vez acabaram discordando sobre a forma de conduzir as operações na Etrúria. Depois de uma consulta ao Senado e ao povo romano, o comando foi entregue Fábio:
| “ | Foram eleitos depois Quinto Fábio (cônsul pela quinta vez) e Públio Décio (pela quarta), que já haviam sido colegas em três consulados e no censorado, célebres relacionamento harmonioso mais do que pela glória militar, ambos notáveis. Mas, impedindo que o clima de harmonia durasse para sempre, uma divergência de pontos de vista, devida — na minha opinião — mais do que a eles mas às suas respectivas classes sociais: enquanto os patrícios pressionavam para que Fábio recebesse o comando na Etrúria através de um procedimento extraordinário, os plebeus pressionaram Décio a exigir a realização do sorteio. | ” |
|   | — Lívio, Ab Urbe condita X, 24.. |   |

Quinto Fábio logo seguiu para a Etrúria, liberou Ápio Cláudio de seu comando e enviou-o de volta alegando que ele era um comandante que nada fazia por permitir que seus homens sentassem o dia todo no acampamento sem sequer exercitá-los com marchas para patrulhas e treino. Graças a Cláudio, Máximo foi logo reconvocado por causa de sua conduta na campanha etrusca e receber novas ordens. Lúcio Cornélio Cipião Barbato é nomeado por ele propretor da Legio II, estacionada temporariamente em Clúsio e segue para Roma. Este litígio, a retirada de Ápio Cláudio da condução da guerra para ser nomeado pretor são, provavelmente, evidências da forte luta política pela qual passava Roma.
Inicialmente, as forças de Décio Mus permaneceram em Sâmnio, mas os eventos na Etrúria obrigaram que ambos os exércitos fossem reunidos para enfrentar o inimigo. Quando os exércitos se encontraram na Batalha de Sentino, Públio Décio comandava a ala esquerda das forças romanas. Enfrentados por gauleses, suas forças começaram a recuar. Por causa da confusão criada por isto e temendo ser cercado pelos samnitas, o cônsul recitou o complexo ritual da devotio e correu para o meio do combate com o objetivo de ser morto. A batalha terminou com a vitória dos romanos e seus aliados picenos. Por sua vitória em Sentino, Fábio recebeu mais um triunfo:
| “ | «Como na época de meu pai, que engrandeceu nossa pátria e sua glória, também eu, pela vitória, consagro e entrego minha vida aos inimigos.» | ” |
|   | — Lúcio Ácio, Enéadas frag. 15. |   |

## Crítica histórica
O famosíssimo episódio de "devotio" fez com que, com o tempo, o mesmo gesto fosse atribuído também ao seu pai e ao seu filho, homônimos. Seu pai, Públio Décio Mus, morreu na Batalha do Vesúvio (340 a.C.), na Segunda Guerra Latina, enquanto seu filho, Públio Décio Mus, foi derrotado por Pirro na Batalha de Ásculo (Ascoli Satriano) em 279 a.C..
Alguns historiadores modernos defendem que o única "devotio" real foi o ocorrida na Batalha de Ásculo enquanto que a narrada também pelo historiador romano Lívio durante a Terceira Guerra Samnita seria uma versão reelaborada com elementos lendários.